# Israel Weapon Industries
Israel Weapon Industries (IWI), ex Magen divisione della IMI Systems Ltd. (IMI), è un costruttore di armi israeliano appartenente a SK Group, controllato dall'imprenditore israeliano Samy Katsav.
Fu fondata nel 1933. Posseduta dallo Stato d'Israele, nel 2005, la Small Arms Division della IMI fu privatizzata e rinominata IWI.
IWI è uno dei più blasonati marchi di armi da fuoco del mondo. LA divisione Magen venne alla ribalta negli anni '50 con la creazione del Uzi, prodotta in oltre 10 milioni di esemplari. Conseguentemente le armi prodotte furono il Negev, il Galil, il Tavor e il DAN .338.

## Prodotti
IWI produce:
- l'Uzi - mitra,
- il Galil - fucile d'assalto,
- Galil ACE - fucile da battaglia,
- il Negev - la mitragliatrice leggera di punta,
- la Jericho 941 - pistola semiautomatica,
- il Tavor - fucile d'assalto bullpup,
- il Tavor X95 -  fucile da battaglia bullpup, d'assalto e da cecchino,
- SP-21 Barak - pistola,
- Desert Eagle - pistola,
- MAPATS ATGM.

Negli anni '80 il costruttore americano Magnum Research diede incarico alla IWI di ridisegnare e fabbricare la pistola semiautomatica Magnum calibro .44 Magnum, .357 Magnum e .50 AE. Il risultato fu la Desert Eagle.

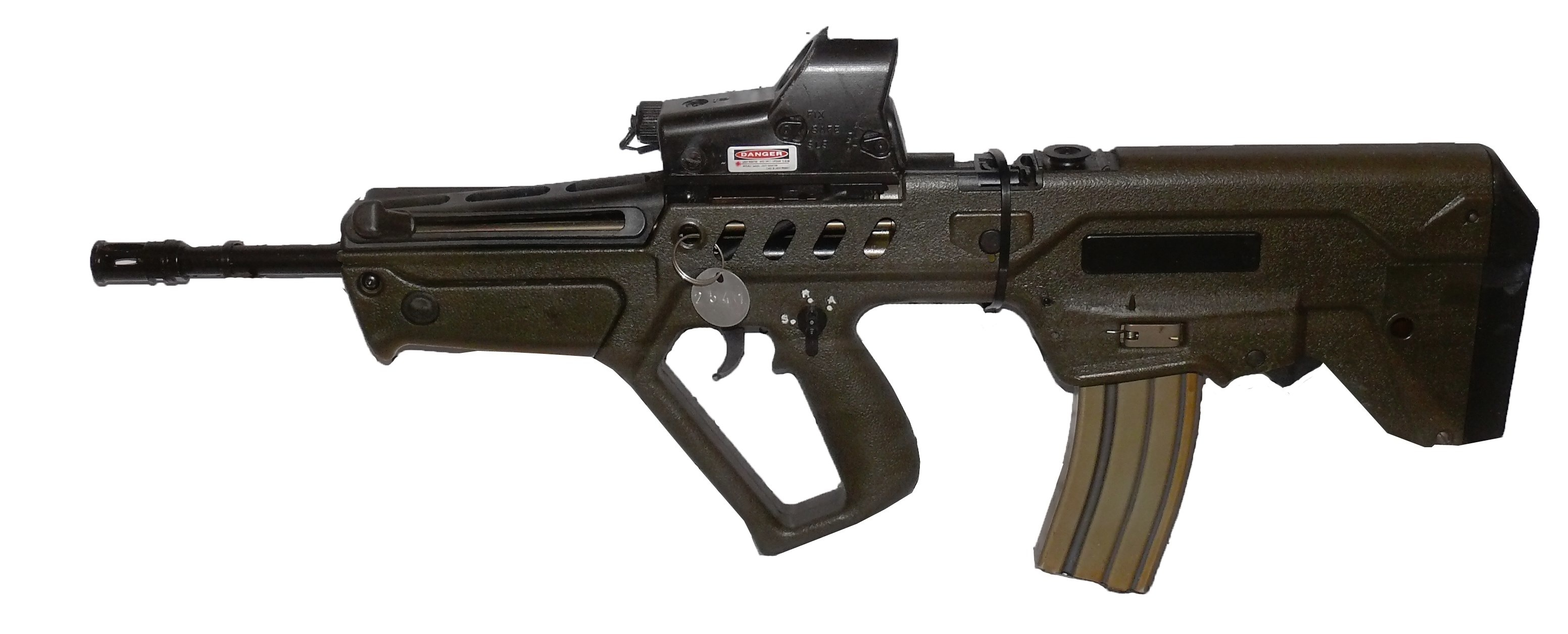
Tavor (fucili d'assalto)
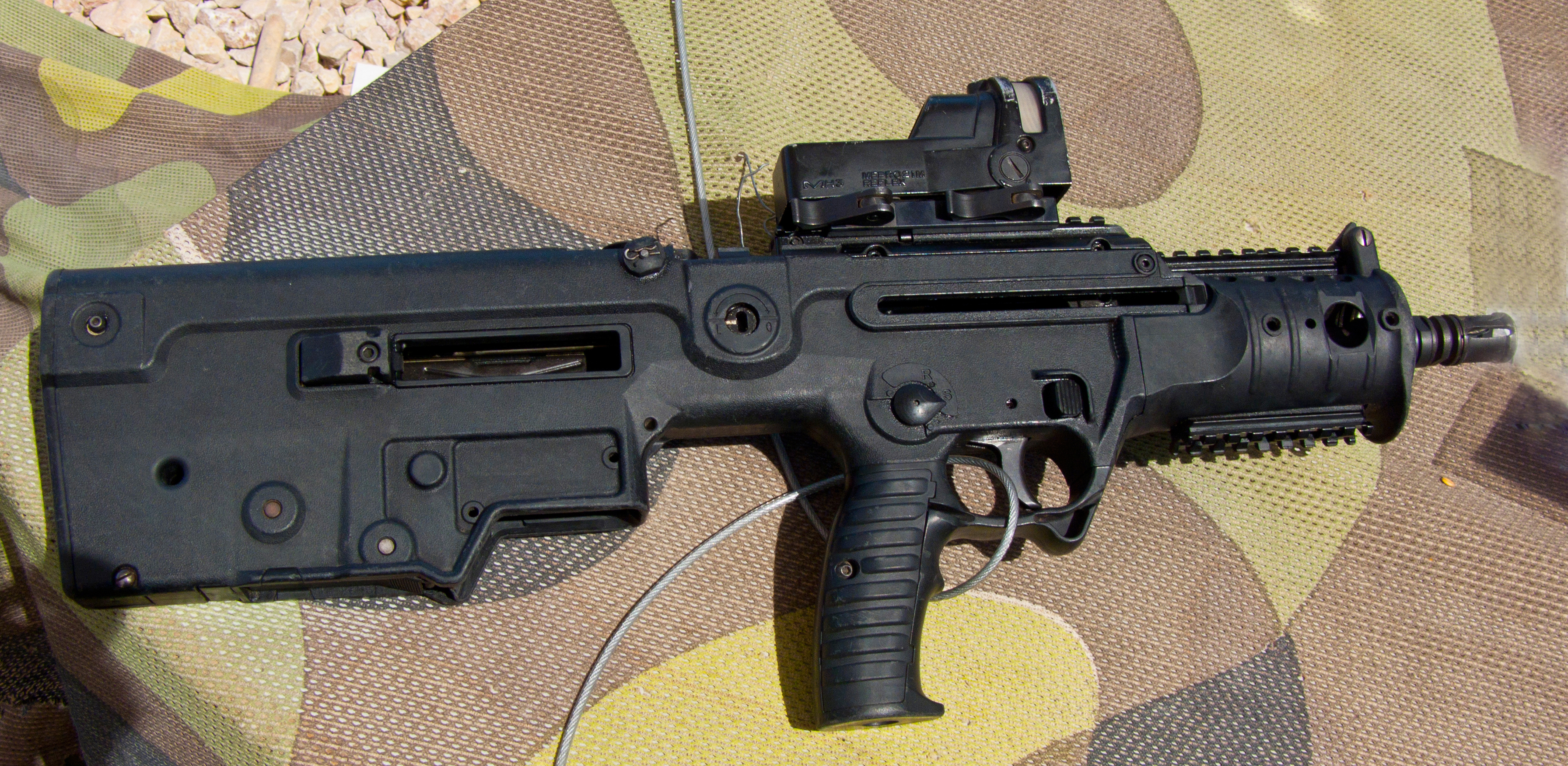
X95 (fucili d'assalto)
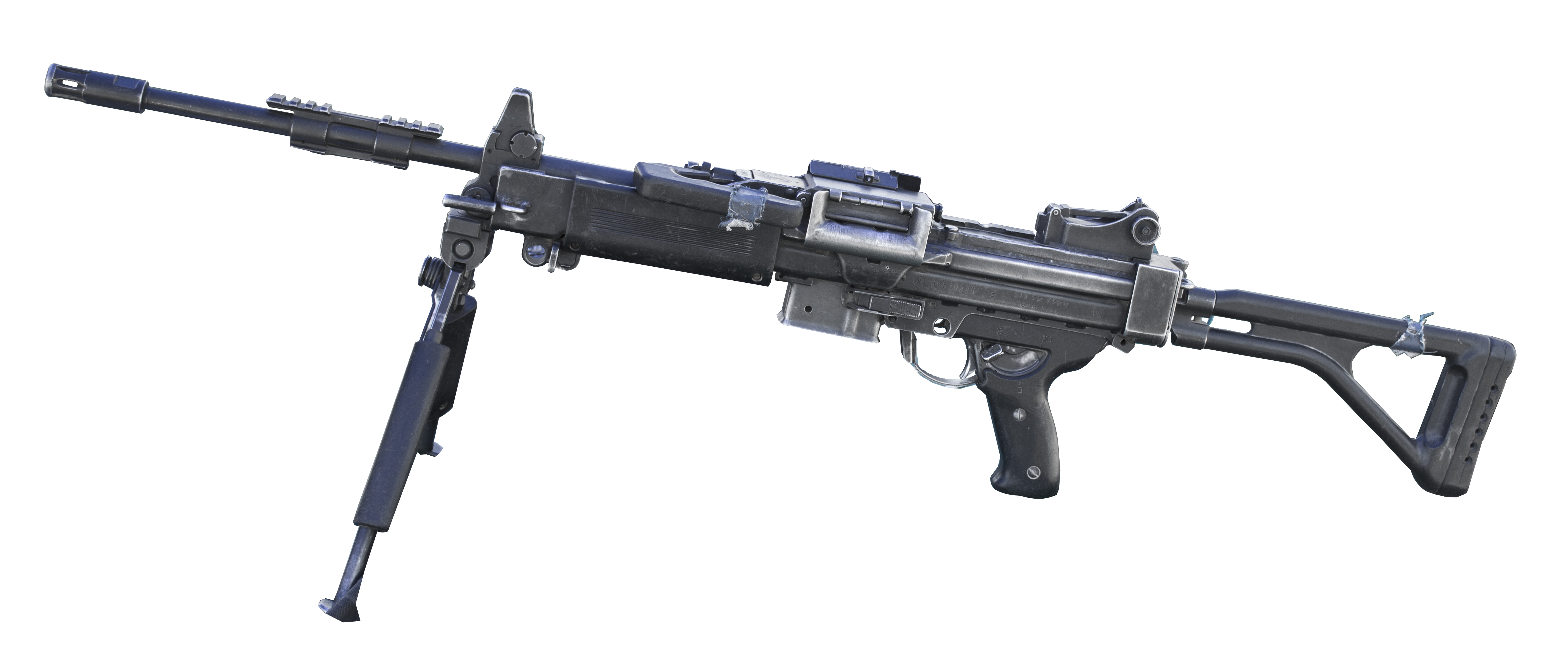
Negev (mitragliatrice leggero)
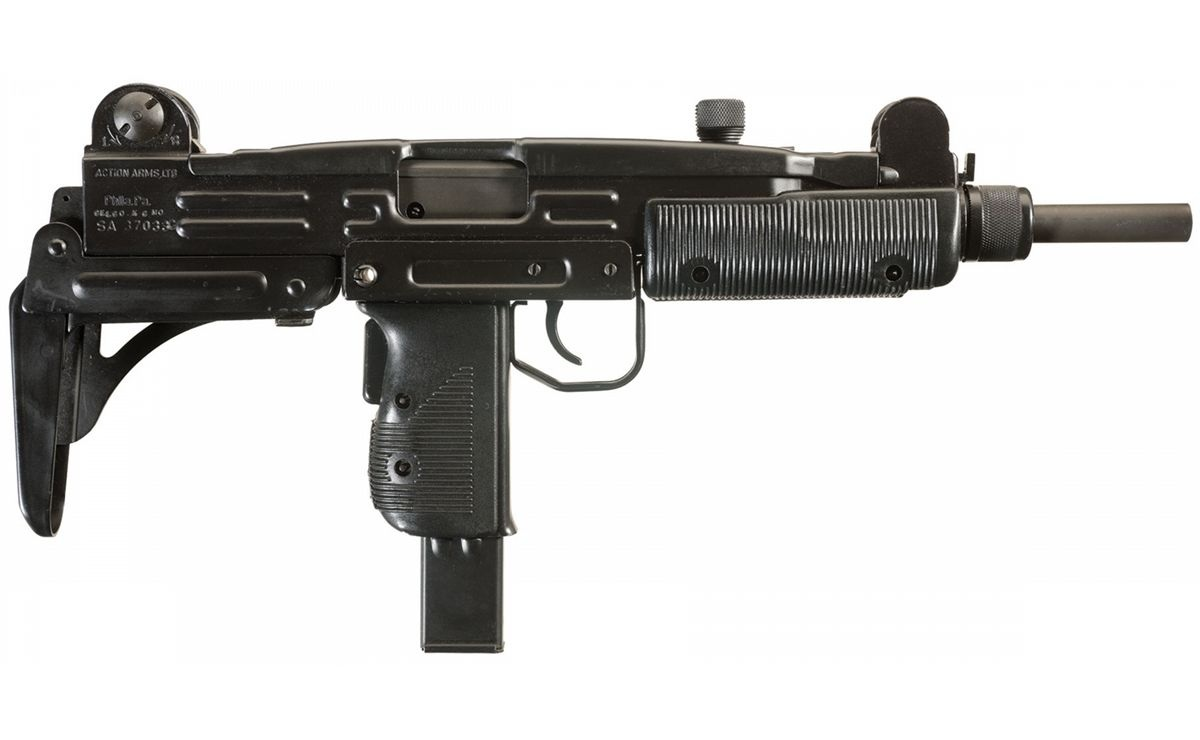
Uzi (mitragliatore)
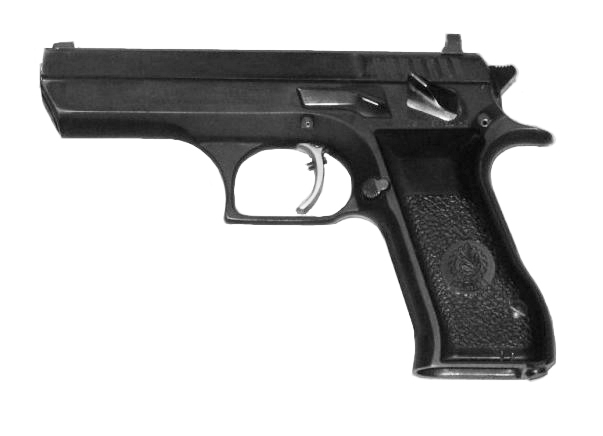
Jericho 941 (pistola)
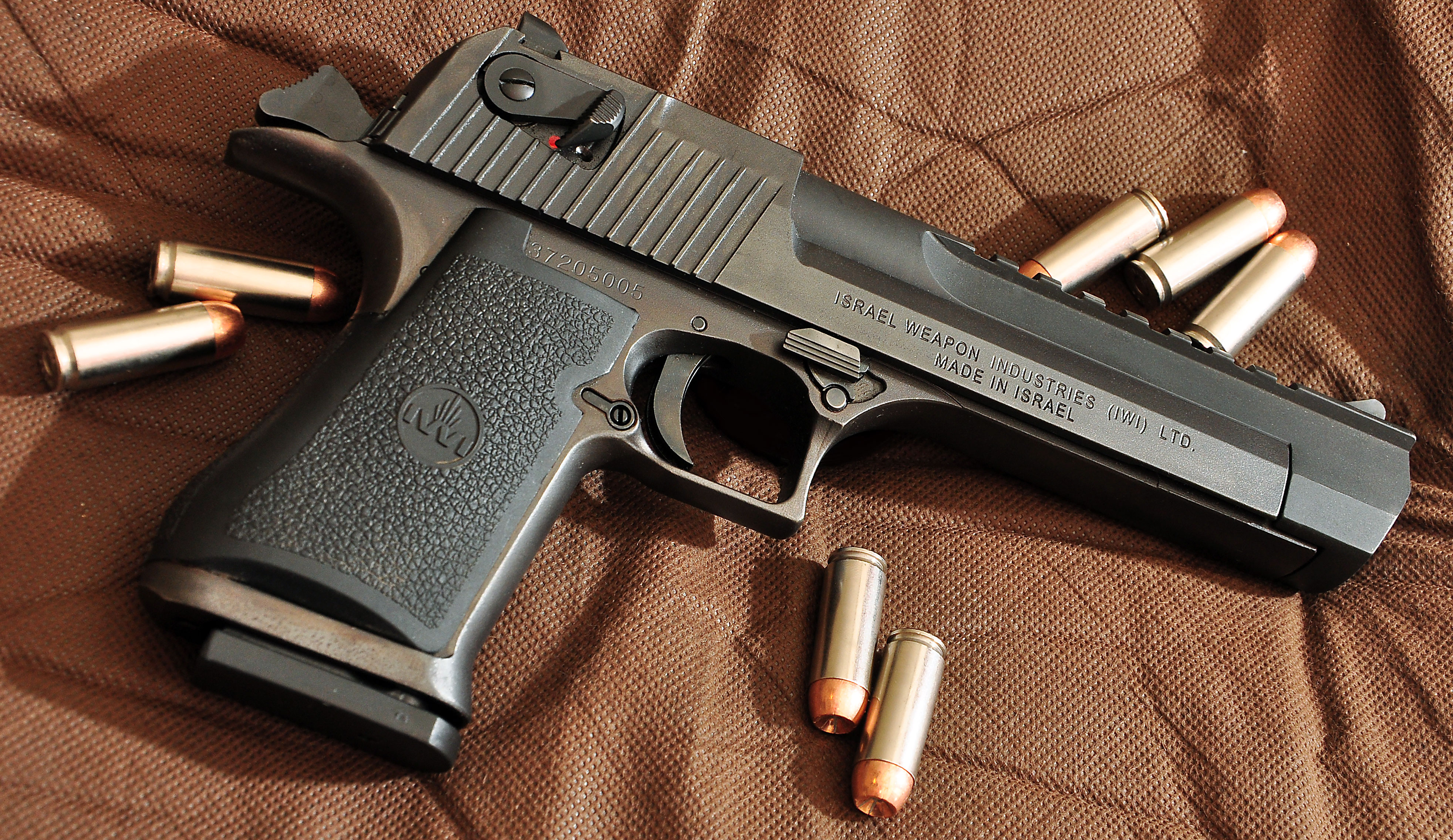
Desert Eagle (pistola)

### Fucili di precisione
Nel 2014, IWI lanciò il IWI DAN .338 sniper rifle. Il corpo è fatto di lega d'alluminio, la canna è di 737 mm (29″). Il peso di 6.9 Kg (15.2 pounds) senza caricatore e munizioni, mirino e varie. L'arma è un fucile a otturatore girevole-scorrevole di precisione con calibro 0.338 Lapua Magnum, con portata di 1.200 metri e accuratezza sub-MOA.
Nel 2014, l'IWI DAN.338 è stato selezionato come fucile di precisione per il British Army SAS special forces. Il DAN è stato usato dal SAS per eliminare comandanti ISIS in Siria e Iraq.

## Addestramento
IWI offre addestramento anti-terrorismo ai cittadini israeliani e a governi stranieri.
IWI collabora con il Metropolitan College of New York (MCNY) che offre lauree in Pubblica Amministrazione, Emergency Management e Homeland Security. Tutti gli studenti fanno seminari in Israele seguiti da esperti.